# Deutscher Verband für Neuro-Linguistisches Programmieren
Der Deutsche Verband für Neuro-Linguistisches Programmieren e. V. (DVNLP) ist ein Interessenverband für Trainer und Anwender der parawissenschaftlichen Methode „Neuro-Linguistisches Programmieren“ (NLP) in Deutschland mit Sitz in Berlin.

## Geschichte
Der Verband wurde am 28. August 1996 in Berlin gegründet. Dafür schlossen sich die 1981 von Thies Stahl gegründete Deutsche Gesellschaft für Neuro-Linguistisches Programmieren (DGNLP) und die von ihm 1990 initiierte Trainer-Gemeinschaft NLP (TGNLP), sowie die 1992 von Bert Feustel gegründete German Association for Neuro-Linguistic Programming (GANLP) und die von Gundl Kutschera Mitte der 1980er gegründete NLP-Resonanz-Gruppe zusammen.
Am 31. März 2008 löste sich die 1997 in Bielefeld von Jürgen Leistikow, Renate Lipcke, Thies Stahl, Daniele Kammer und Wilhelm Nölting gegründete Deutsche Gesellschaft für Neuro-Linguistische Psychotherapie (DG-NLPt) auf und ging in der Fachgruppe DVNLPt im DVNLP auf. Der DVNLP ist mit dem Deutschen Dachverband für Psychotherapie assoziiert und bei der European Association for Psychotherapy akkreditiert.

## Organisation
Der Verband ist Gründungsmitglied des Dachverbandes der Weiterbildungsorganisationen e. V. und der European Association of NLP e. V., dem in Berlin ansässigen europäischen Dachverband der NLP-Anwender.
Im Verband sind rund 1900 Anwender, NLP-Ausbilder und NLP-Trainer organisiert. Voraussetzung für die Mitgliedschaft ist eine vom DVNLP zertifizierte Ausbildung. Es gibt Fachgruppen und Regionalgruppen, die hauptsächlich in den alten Bundesländern vertreten sind.
Zu den Ehrenmitgliedern des Verbands gehören Birgit Bader, Robert B. Dilts, Bert Feustel, Bernd Isert (†), Heide Janowitz, Holger Dieckmann, Gundl Kutschera, Franz Alberich Pesendorfer (†), Heinz Raab (†) und, bis zu seinem Austritt aus dem Verband im April 2015, Thies Stahl. — „Jens Tomas, Cora Besser-Siegmund, Babak Kaweh, Martina Schmidt-Tanger und Franz-Josef Hücker“ wurden im Rahmen der 20-jährigen Jubiläumsgala des DVNLP (Berlin, 29. Oktober 2016) zu Ehrenmitgliedern ernannt.

## Ziele
Der Verband vertritt die Interessen seiner Mitglieder gegenüber Wissenschaft, Wirtschaft und Politik. In seiner Selbstdarstellung gibt er an, Qualitätsstandards für NLP-Ausbildungen sichern, den Austausch über NLP und angrenzende Fachgebiete im deutschsprachigen Raum fördern, den Bekanntheitsgrad des NLP in der Öffentlichkeit verbessern, das NLP weiterentwickeln und die Wirksamkeit des angewandten Neuro-Linguistischen Programmierens wissenschaftlich erforschen zu wollen.

## Arbeitsweise
Auf dem alljährlich stattfindenden NLP-Kongress des DVNLP werden aktuelle NLP-Entwicklungen präsentiert. Der Kongress steht immer unter einem Motto. Vor dem Kongress findet die ordentliche Mitgliederversammlung statt. 
Die Aus- und Fortbildungskommission des Verbandes erarbeitet die NLP-Curricula, überwacht die Qualität der qualifizierten NLP-Ausbildungen und empfiehlt dem Vorstand die Erteilung von Lehrberechtigungen (Lehrtrainer, DVNLP). Das Kuratorium des Verbandes legt die Richtlinien der Aus- und Fortbildung für sämtliche NLP Ausbildungsstufen und Ausbildungsprofile verbindlich fest. Der Verband kooperiert in dieser Hinsicht auch mit dem Deutschen Verband der Ergotherapeuten.
Der Verband veröffentlicht Wahlprüfsteine, die für mehrere Landtagswahlen (2011, 2013: BE, SH, NW, NI) und für die Bundestagswahl 2013 vorliegen. Der Verband ist Herausgeber des „NLP-Guide“ Denkweisen, der 2013 bereits in 5. Auflage erschien, sowie der Reihe Transfer, in der bisher zwei Fachbücher erschienen sind.

## Forschung
Bis heute konnte weder der behauptete Mechanismus noch eine therapeutische Wirkung des NLP wissenschaftlich nachgewiesen werden.
Im Oktober 2013 wurde innerhalb des DVNLP ein „Wissenschaftlicher Beirat“ etabliert. Dieser soll den Fokus des Verbandes verstärkt auf Studien zum NLP und zu verwandten Methoden lenken und deren Qualität wissenschaftlich bewerten.